# (21475) Jasonclain
(21475) Jasonclain (1998 HQ100) – planetoida z pasa głównego asteroid okrążająca Słońce w ciągu 3,23 lat w średniej odległości 2,18 j.a. Odkryta 21 kwietnia 1998 roku.